# Veseljko
Veseljko je moško osebno ime.

## Izvor imena
Ime Veseljko je izpeljano iz imena Veselko.

## Pogostost imena
Po podatkih Statističnega urada Republike Slovenije je bilo v Sloveniji na dan 31. decembra 2007 oseb z imenom Veseljko.